# Ittosai Itō
Ittosai Itō (伊東一刀斎?   5 de agosto de 1560-20 de junio de 1653) fue un espadachín durante el período Sengoku hasta principios del período Edo en Japón. También se le conoce como Ito. Fue el fundador del estilo de kenjutsu llamado Ittō-ryū, que alcanzó gran popularidad durante el período Edo. Sin embargo, no se sabe que él mismo haya utilizado el término "Ittō-ryū" para referirse a su estilo. Era llamado 景久(Kagehisa), y también se le conocía anteriormente como 前原弥五郎 (Maehara Yagorō). Entre sus discípulos se encontraban 小野善鬼 (Ono Zenki), 古藤田俊直 (Furutada Toshinao), y 神子上典膳 (Mikogami Tenzen), entre otros.

## Biografía
Hay muchas teorías contradictorias sobre la vida de Ittōsai y no hay una fuente confiable que determine cuál es la correcta. Hay varias teorías sobre su año de nacimiento y muerte. Algunas teorías sugieren que nació en 1550 (año 19 de la era Tenshō) y falleció en 1628 (año 5 de la era Kan'ei) a la edad de alrededor de 90 años, mientras que otras afirman que murió en 1632 (año 9 de la era Kan'ei) a los más de 90 años de edad. También se ha propuesto que nació el 5 de agosto de 1560 (según el calendario lunar) y murió el 20 de junio de 1653 (según el calendario lunar) a los 94 años de edad. En cuanto a su lugar de origen, se dice que era de Ito en la provincia de Izu, y que adoptó el apellido Ito en referencia a su lugar de origen (sin embargo, no existen tradiciones o leyendas relacionadas con Ittōsai en Ito). Sin embargo, según la leyenda del "Tanto para romper botellas", Ittōsai era originario de la isla Oshima en Izu, y a los 14 años se aferró a una reja flotante y nadó hasta Mishima, donde se enfrentó y venció a Tomita Ippō en el santuario Mishima, quien luego le otorgó una espada sagrada. Se dice que con esta espada, Ittōsai mató a siete bandidos, y al último lo cortó junto con la botella en la que se había escondido. Además, según el libro "Ittō-ryū Dentōsho", se dice que nació en el oeste del país, y según Yamada Jirōkichi, en el libro de la escuela Kōtōda Ittō-ryū, hay una referencia que indica que nació en Katata, Ōmi. Según el libro "Ehon Eiyū Bidan", nació en Kaga Kanazawa o en Echizen Tsuruga, y se dice que fue el maestro de espada del señor del castillo de Tsuruga, Otani Yoshitsugu, quien murió en la Batalla de Sekigahara, lo que llevó a Ittōsai a convertirse en un ronin y a retirarse en Kokubunji, Shimōsa (cerca de la actual ciudad de Matsudo), donde finalmente falleció. También existe la teoría de que murió en Tanbasasayama.

## El maestro de Ittōsai y los secretos de la espada
Según "Ittō-ryū Gokui" (por Sasamori Junzō), Ittōsai visitó Edo al maestro de la escuela Nakajō-ryū, Tsunemaki Jisai Tōshū, quien era experto en la técnica del "Takuei Kongō-tō" y tenía renombre en todo el país. Ittōsai aprendió la técnica del kodachi de la Nakajō-ryū y la técnica del chūtachi, que eran invenciones de Jisai. Debido a la dedicación incansable de Ittōsai en su entrenamiento diario, Jisai quedó profundamente impresionado y le transmitió a Ittōsai los cinco puntos clave de su propia escuela: el "Myōken", el "Zetsuken", el "Shinken", el "Kinshitōōken" y el "Dokumyōken".
Además, se mencionan otros secretos que Ittōsai desarrolló por sí mismo, como la "Hara-sute-tō", una técnica secreta nacida cuando fue engañado por su amante y atacado por asesinos, pero se defendió y contraatacó. También se menciona el "Yumō-ken", en el cual Ittōsai se refugió en el Santuario Tsurugaoka Hachimangū y, sin darse cuenta, cortó a sus enemigos, obteniendo así la iluminación. Estos detalles se encuentran en el "Ittō-ryū Densho" y en los registros de otras escuelas. Según el "Ittō-ryū Rekidai-ryaku", se dice: "El maestro Kagehisa volvió a su tierra natal y luchó contra otras escuelas en 33 ocasiones, y murió el día 7. No se mencionan los nombres de las eras con claridad". Según esta fuente, después de eso, Ittōsai viajó por todo el país, desafiando y ganando en 33 duelos sin ser derrotado ni una sola vez.
En el libro "Genge Kunetsu Shū" del legado de Sanada Nobushige que se conserva actualmente, se incluye el "Muso Kenshin Hōsho", fechado en julio de 1595 (cuarto año de la era Bunroku), y está firmado por "Gotō Ittōsai y otros dos". Gotō Ittōsai es otro nombre de Tsunenari Katsumasa, también conocido como Tsunenari Katsumasa, cuya trayectoria es poco clara. Por lo tanto, existe la posibilidad de que las hazañas y logros de ambos se superpongan, incluyendo su lugar de nacimiento. Por otro lado, en las notas del registro de los Yagyū, "Tamazakae Shūi" se menciona a "Yamazaki Morigen" como el maestro de Ittōsai. Yamazaki Sakonoshō Morigen era hermano (o quizás hermano mayor) de Tomita Shigemasa, también conocido como Tomita-ryū, quien era conocido como "El maestro de Echigo". Además, existe la posibilidad de que este Yamazaki Sakonoshō Morigen sea el mismo que "Yamazaki Morigen".

## Duelo con un experto chino
Durante la era Tenshō, Ittōsai Toda se detuvo en Miura Misaki, en la provincia de Sagami, durante su viaje de entrenamiento por todo el país, y se dice que tuvo muchos discípulos allí. En esta ocasión, se menciona que hubo un enfrentamiento con un espadachín chino llamado Jūkan cuando los barcos chinos llegaron a Miura Misaki en 1578 (año 6 de la era Tenchō). Ittōsai se enfrentó a Jūkan, quien era experto en la esgrima china, sosteniendo solo un abanico en una mano y una espada de madera en la otra, y se dice que salió victorioso del duelo. 

## Transmisión de la Escuela de una Espada
Según el libro "Ittōryū Kuden-sho" y "Gekken Sōdan"  se dice que Ittōsai hizo competir a sus discípulos Zennki (de apellido desconocido, aunque en el manuscrito "Mimibukuro" que describe su encuentro con Ittōsai se menciona que era un barquero, pero no se especifica su nombre, por lo que la afirmación de que su apellido sea Ono es una especulación popular) y Tenzen Kamiko en Koganehara, provincia de Shimōsa (cerca de la actual ciudad de Matsudo en la prefectura de Chiba, aunque en "Zatsuwa Hikikiroku" se menciona a Nōshū Kikyōgahara, al norte del monte Norikura) y cuando Tenzen ganó, Ittōsai le transmitió los secretos del Ittōryū. Tenzen era Ono Tadaaki (Ono Jirōemon), quien fue recomendado por Ittōsai a Tokugawa Ieyasu y se convirtió en su vasallo en 1593 (segundo año de la era Bunroku) con una asignación de 200 koku. Después de Tadaaki, el Ittōryū se dividió en dos líneas: la escuela Ono, liderada por su hijo Ono Tadayoshi, y la escuela Itō, liderada por su hermano Itō Tenzen Tadayas.

## Novelas
- "Nihon Kengi Den Ito Ittosai" por Ryuichiro Mine (Editorial Shodensha)
- "Kensei Ito Ittosai" (serie de 5 partes) por Yoshio Nitta (Editorial Tokuma)
- "Ito Ittosai" (volúmenes 1, 2 y 3) por Shintaro Tobu (Editorial Kobunsha)
- "Ito Ittosai" (volúmenes 1 y 2) por Kenichi Yoshimura (Editorial Kozaido)
- "Tenka no Ken" por Hideki Kojima (Editorial Nihon Keizai Shimbun)